# مسابقه آواز یوروویژن ۱۹۹۳
مسابقه آواز یوروویژن ۱۹۹۳ ۳۸مین دوره از مسابقات آواز یوروویژن بود که در Green Glens Arena، Millstreet، Ireland برگزار شد. برنده آن نیو کاوینا از کشور ایرلند بود.